# درم ابریژن
پوست‌سابی یا دِرم ابرِیژن (به انگلیسی: Dermabrasion) نوعی لایه‌برداری لایه‌های سطحی پوست است که به‌منظور زیباسازی، جوان‌سازی و رفع جوشگاه (اسکارِ) سطحیِ پوست انجام می‌گیرد.
باید توجه داشت که کسانی که تاتو دارند، نباید لیزر کنند و بعد از لیزر نیز تاتو انجام نشود؛ زیرا به دلیل نازک‌شدن بافت‌های پوست، امکان آسیب‌رسیدن به لایه‌های اصلی پوست تشدید می‌یابد. حداقل یک هفته تا ده روز بعد از لیزر تاتو انجام می‌شود؛ تا به بافت اصلی پوست آسیب وارد نشود.

## روش کار
در این روش، پزشک می‌کوشد با سایش فیزیکی (یا با مواد شیمیایی)، لایه‌های سطحی و حتی بخشی از لایه‌های میانیِ اپیدرم را که اغلب ناهموار و حاوی سلول‌های فرسوده و مرده‌است، بردارد تا پوست جدیدی که جوان‌تر و مسطح‌تر است جایگزین آن‌ها شود. معمولاً از برس یا پودرهای ساینده مانند اکسید آلومینیوم استفاده می‌شود. قبل از لایه برداری گاه از بی‌حسی موضعی استفاده می‌شود و پس از آن به بیمار توصیه می‌شود تا چند روز از مواجهه با نور خورشید اجتناب نموده و از پمادهای ترمیم‌کننده استفاده کند. اگر لایه‌برداری خیلی عمقی باشد احتمال خونریزی جزئی وجود دارد.

## میکرودِرم ابرِیژن
امروزه بیشتر از لایه‌برداری سطحی، که آن را میکرودرم ابرِیژن می‌نامند استفاده می‌کنند. هرچند که استفاده از امواج لیزر برای جوان‌سازی و از بین بردن جوشگاه (اسکار) رو به گسترش است. در دستگاه میکرودِرم ابرِیژن معمولاً از یک پودر ساینده مانند اکسید آلومینیوم، که با فشار هوای متراکم از طریق یک لوله باریک و سری به پوست برخورد می‌کند، استفاده می‌کنند. همزمان، عمل ساکشن نیز انجام می‌گیرد.

## مزایای میکرودرم ابریژن
- پس از اجرای این راهکار پوست شما کاملاً صاف و نرم و تنوع رنگدانه پوست کمتر می‌شود.
- می‌تواند تولید کلاژن را ارتقا دهد و به خاصیت ارتجاعی و ظاهر چین و چروک‌ها کمک کند.
- به رفع جای زخم مانند آکنه کمک می‌کند و سلول‌های مرده پوست را کنار می‌زند.
- بعد از اجرا، پوست به سادگی تمیزتر از همیشه احساس می‌شود.
- گردش خون در پوست بهبود پیدا می‌کند و مواد مغذی و اکسیژن لازم برای جوان سازی در اختیار سلول‌های پوست قرار می‌گیرد.

## ممنوعیت‌های استفاده از میکرودرم
لازم است ذکر شود که میکرودرم به عنوان یکی از روش‌های جوان سازی پوست، تاییدیه سازمان غذا و داروی آمریکا (FDA) آمریکا را دارد. میکرودرم موارد منع محدودی دارد و اکثر افراد در تمام سنین می‌توانند از آن استفاده کنند؛ اما در عین حال میکرودرم برای برخی از مشکلات پوستی مانند پسوریازیس ممکن است مشکلاتی ایجاد کند.
زگیل یا تبخال قبل از اقدام به میکرودرم باید درمان شود. همچنین پوستی که دچار آفتاب سوختگی یا زخم باز شده یا پوست ملتهب باشد، نباید از میکرودرم استفاده کند.

## لایه‌برداری شیمیایی
لایه‌برداری سطحی با استفاده از آلفا هیدروکسی اسیدهایی مانند اسید گلیکولیک و اسید لاکتیک قابل انجام است. غلظت پایین این ترکیبات در پمادها و کرم‌های لایه‌بردار به‌کار می‌رود؛ ولی غلظت‌های بالاتر در مطب استفاده می‌شود که پس از مدت کوتاهی تماس با پوست، باید شسته شود.

## سابسیژن ( Subcision )
سابسیژن (Subcision) روشی است که اسکارهایی را که به بافت‌های عمیق‌تر چسبیده و بسته شده‌اند آزاد می‌کند. با تشکیل یک اسکار، کلاژن جدید تولید می‌شود. کلاژن اسکار به اندازه کلاژن معمولی انعطاف‌پذیر یا منظم نیست. این کلاژن جدید می‌تواند از جای زخم به بافت‌های عمیق‌تر مانند تار کشیده شود و جای زخم را به سمت پایین بکشد که باعث می‌شود جای زخم بیشتر فرورفته به نظر برسد. شکستن این اتصالات به بلند کردن جای زخم کمک می‌کند.
در سابسیژن بدون استفاده از ابزار تیز مانند تیغ، برشی در زیر پوست ایجاد می‌کنند. این تکنیک برای از بین بردن خط خنده عمیق یا اسکار، سلولیت‌های عمیق، رفع جای جوش و کارهای دیگر مورد استفاده قرار میگیرد که البته گاهی با تکنیک‌هایی نظیر میکرونیدلینگ ترکیب می‌شود.
ماهیت این روش اینگونه است که بافت‌های سفت و منسجم با استفاده از ورود سوزن‌های مخصوص و ریز به پوست، تخریب شده و به مرور از بین میروند و به دلیل افزایش کلاژن‌سازی و تحریک اپیدرم پوست، لایه جدیدی در اثر بازسازی ایجاد می‌شود و نواحی فرورفته و اسکارها درمان می‌شوند.

### سابسیژن چگونه انجام میشود؟
عمل سابسیژن یک روش جراحی جزئی است که برای درمان اسکارها و چین و چروک‌های پوستی استفاده می‌شود. به آن جراحی برش زیر جلدی نیز می‌گویند. نحوه انجام سابسیژن به این صورت است که از یک سوزن زیرپوستی مخصوص برای شکستن رشته‌های فیبروتیک استفاده می‌شود که جای زخم را به بافت زیرین متصل می‌کند.
ابتدا یک نقطه را بی‌حس کرده و سپس محلولی به نام تامیسنت را تزریق می‌کنیم. این محلول چندین کاربرد دارد که یکی از آنها بی‌حسی و به صفر رساندن درد است. سپس با وسیله مخصوص سابسیژن که سابسیژکتور نامیده می‌شود وارد شده و چسبندگی‌های منطقه را آزاد می‌کنیم.
آزاد شدن رشته‌های فیبروتیک و رسوب کلاژن جدید ناشی از بهبود زخم منجر به از بین رفتن اسکار می‌شود. عمل سابسیژن صورت را می‌توان با خیال راحت در محیط سرپایی انجام داد.